# ZMODEM
ZMODEM（ぜっともでむ）とは、バイナリ転送プロトコルの一種である。YMODEMを開発したChuck Forsbergにより1986年に開発された。

## 特徴
YMODEMに比べて、以下の点が改善された。
- パフォーマンスの改善
- 転送の再開
- 送信側からの自動スタート
- 拡張された32ビットCRC
- 制御文字クォート

## スライディングウィンドウ
パフォーマンスの改善は、スライディングウィンドウの導入にあった。
一般には、ファイル転送において、ファイルをパケット単位に分割し、一つ送っては、受信側からのACKを待ち、ACKを受け取ってから次のパケットを送信する。
しかし、電話回線には遅延があるので、このACK時間の待ち時間がスループットの低下となる。
スライディングウィンドウでは、ACKを待たずに次のパケットを送ってしまう。正常にACKが帰ってこないとき、その時初めて、再送する。
スライディングウィンドウはTCPでも使われている。